# 幻謊
幻謊（英語：pathological lying, pseudologia fantastica, mythomania）是一種習慣性或強迫性說謊的行為，由安東·德布魯克（Anton Delbrueck）於1891年發表的醫學文獻中首次進行描述。雖然幻謊是一個具有爭議性的主題，但已將其定義為「對任何可辨識的觀點進行完全的否證，這種行為可能極為廣泛或極為複雜，而且會持續一段時間或發作終身。」

## 病態人格
幻謊被列為病態人格檢核表的第一類因素。

## 進階閱讀
- Hardie TJ, Reed A. . Medicine, Science, and the Law. July 1998, 38 (3): 198–201. PMID 9717367.
- Newmark N; Adityanjee; Kay J. . Comprehensive Psychiatry. 1999, 40 (2): 89–95. PMID 10080254. doi:10.1016/S0010-440X(99)90111-6.